# Tebibyte
Een tebibyte (afgekort TiB) is een eenheid van informatie voor computeropslag. Een tebibyte staat gelijk aan:
240 of 10244 = 1.099.511.627.776 bytes.
Het SI-prefix dat gerelateerd is aan een tebibyte is tera- wat het uitgangspunt is van een terabyte. Een tebibyte is ongeveer 10% groter dan een terabyte of 1.000.000.000.000 bytes. De groottes van hardeschijven worden doorgaans uitgedrukt in terabyte, terwijl groottes van opslag in bijvoorbeeld het besturingssysteem Windows worden uitgedrukt in tebibyte (met de 'verkeerde' afkorting TB).
In het besturingssysteem Windows en in de dagelijkse taal wordt de term terabyte gebruikt wanneer men tebibyte bedoelt.
Andere eenheden of benamingen: bit · nibble/tetrade · byte/octet · phit · qubit · qutrit · trit